# German Facility Management Association
German Facility Management Association (gefma, Deutscher Verband für Facility Management) ist der Branchenverband des Facilitymanagements (FM). Mit rund 1100 Mitgliedern aus Deutschland, Österreich, der Schweiz und weiteren EU-Ländern versteht er sich als Interessenvertreter gegenüber Politik, Medien und Öffentlichkeit. Der German Facility Management Association Deutscher Verband für Facility Management e. V. wurde 1989 in Stuttgart gegründet, der Sitz ist in Bonn. Nahezu alle großen FM-Dienstleister sowie FM-Nutzer sind in der German Facility Management Association organisiert.

## Aufgaben
Der Bundesverband für Facility Management engagiert sich in der Normungsarbeit für das Facility Management und liefert Arbeitshilfen und fachliche Unterstützung für alle Marktbeteiligten. Die entwickelten Richtlinien sollen Rechtssicherheit über den deutschen Markt hinaus bieten. Aus einigen Richtlinien haben sich Qualitätsstandards mit Zertifizierung entwickelt. Für IT-Anwendungen im FM (CAFM Computer Aided Facility Management) liefert die German Facility Management Association Arbeitsmaterialien. Ein eigenes Zertifizierungssystem bescheinigt einen Mindeststandard der Softwareprodukte. Bei der Aus- und Weiterbildung im Facility Management zertifiziert der Verband FM-Studiengänge und Bildungsträger und legt Rahmenlehrpläne und Fächerkataloge für die Hochschulausbildung und die operative Qualifizierung fest.
Die German Facility Management Association engagiert sich mit einem zertifizierbaren Standard (GEFMA 160 – Nachhaltigkeit im Facility Management) für einen nachhaltigen Betrieb von Immobilien und Liegenschaften. Der Verband setzt sich als Kooperationspartner der Wissenschaft bei Studien und Forschungsprojekten ein und vergibt Förderpreise an Nachwuchskräfte für herausragende wissenschaftliche Leistungen und Projektarbeiten. Er unterstützt die Öffentlichkeitsarbeit für das Facility Management und seine Themen, wie etwa die Digitalisierung, die Betreiberverantwortung oder das Workplace Management.

## Kooperationen und Partnerschaften
Die German Facility Management Association ist Mitglied in folgenden Organisationen:
- seit 1996 in der Europäischen Dachorganisation EuroFM[2]
- seit 2008 im Zentralen Immobilien Ausschuss (ZIA)
- seit 2010 in der Deutschen Gesellschaft für Nachhaltiges Bauen (DGNB)
- seit 2015 BuildingSMART
- seit 2016 Gesellschafter der planen-bauen 4.0 GmbH[3]

## Struktur
Die Organe des Vereins sind die Mitgliederversammlung und der Vorstand. Mitglieder können natürliche und juristische Personen sein, nämlich Anbieter und Nachfrager von Dienstleistungen des Facility Managements oder Vertreter aus Lehre und Forschung.
Die Mitgliederversammlung ist formales Beschlussorgan und wählt für drei Jahre den ehrenamtlichen Vorstand; dieser beauftragt die Geschäftsführung. Die Geschäftsführung besteht aus dem Geschäftsführer Jürgen Schneider und seiner Stellvertreterin Annelie Casper. Der Vorstand besteht mindestens aus vier Mitgliedern, darunter einem Vorsitzenden und zwei Stellvertretern. Vorstandsvorsitzender ist Wolf-Dieter Adlhoch, seine Stellvertreter sind Udo Peter Banck und Rainer Vollmer.